# Primavera (Caterina Caselli)
Primavera è un album della cantante italiana Caterina Caselli, pubblicato dall'etichetta discografica CGD nel 1974.
Dal disco sono tratti i singoli Momenti sì momenti no/Ricordi e poi... (il cui brano sul lato B non fa parte dell'album) e Desiderare/Noi lontani noi vicini.

## Tracce

### Lato A
1. Primavera
2. Momenti sì momenti no
3. Desiderare
4. Il magazzino dei ricordi
5. Una grande emozione
6. Prima non sapevo

### Lato B
1. Io delusa
2. Piano per non svegliarti
3. Buio in paradiso
4. Noi lontani noi vicini
5. Primavera